# Ankylosauridae
Az Ankylosauridae a páncélos thyreophora dinoszauruszok egy családja, amely 125 millió évvel ezelőtt fejlődött ki (az ankylosaurusok másik családja, a Nodosauridae mellett) és mintegy 65 millió évvel ezelőtt halt ki, a nagy kréta–tercier kihalási esemény során. Fosszíliáikat Észak-Amerikában, Európában és Kelet-Ázsiában találták meg, bár a teljeshez közeli csontváz kevés, általában csak csonttöredékek maradtak fenn.

## Anatómia

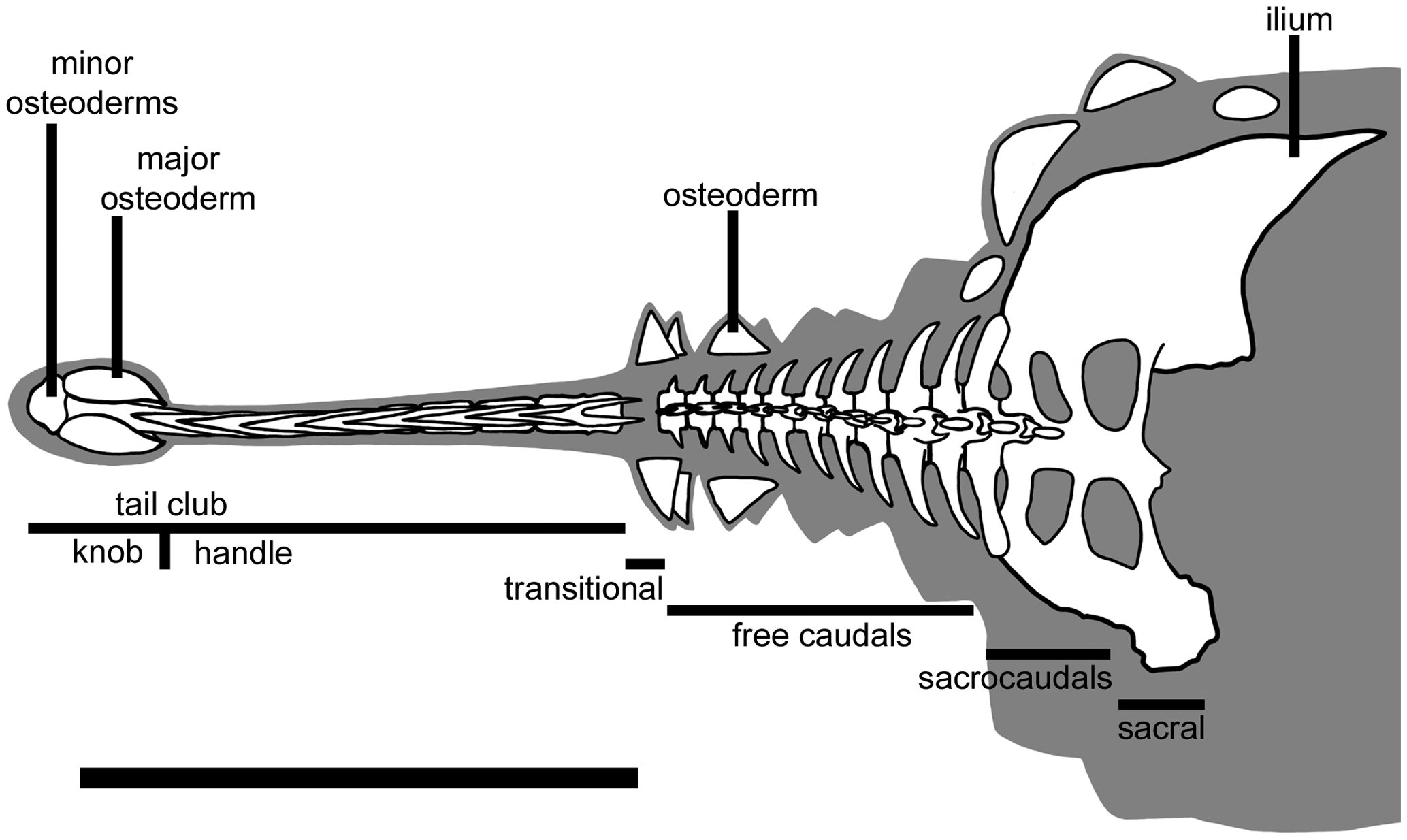
A Dyoplosaurus farkának rekonstrukciója, amely a ROM 784 katalógusszámú lelet alapján készült, bemutatja az ankylosauridák farkának különböző részeihez tartozó fogalmakat

A vastag páncélzat, amely valóságos pajzsot formált az ankylosauridák hátán és a buzogányos végű farok a sokkal később élt emlős glyptodontákhoz illetve részben a szintén kihalt óriás ausztráliai meiolania teknősökhöz) tette hasonlóvá ezeket az állatokat, ami jó példa a konvergens evolúcióra.
A szintén erősen páncélozott fej (a modern madarakéhoz hasonló) fogatlan csőrben végződött, bár a száj két szélén, mélyen az állkapocsba ágyazva azért voltak apró fogak.

### Páncélzat
Összeforrt csontokból kialakult vastag lemezekből álló páncéljukat gyakran csomók és erős csonttüskék egészítették ki. Egyes fejlett fajoknak még a szemhéja is páncélozott volt.

### Farok
Sok ankylosaurida egy csontbuzogányt is viselt a farka végén, ami két megnagyobbodott csomóból alakult ki. Hagyományosan ez alapján különböztették meg a csoport tagjait rokonaiktól, a nodosauridáktól, de kiderült, hogy több kezdetleges ankylosauridának (a polacanthináknak) sem volt farokbuzogánya.

## Taxonómia
Általában két alcsaládot különböztetnek meg. A Polacanthinae alcsaládot egy tanulmányában Ken Carpenter család rangra emelte, de ezt a nézetet más paleontológusok nem ismerték el. A Polacanthinae tagjai a késő jura kortól a kora kréta korig éltek. James I. Kirkland megjegyezte, hogy pont akkor pusztultak ki, amikor egy földhíd nyílt meg Ázsia és Észak-Amerika között.
Definíciók (Paul Sereno, 2005-ös adatbázisa alapján:)
AnkylosauridaeA legtágabb definíció szerint tartalmazza az Ankylosaurus magniventrist, de a Panoplosaurus mirust nem.
AnkylosaurinaeA legtágabb definíció szerint tartalmazza az Ankylosaurus magniventrist, de a Gargoyleosaurus parkpinorumot, a Minmi paravertebrát és a Shamosaurus scutatust nem.
A következők Michael J. Benton 2004-es rendszerezésén alapulnak:
- Ankylosauria alrend
  - Ankylosauridae család
    - Aletopelta
    - Cedarpelta
    - Gobisaurus
    - Minotaurasaurus[3]
    - Shamosaurus
    - Tatankacephalus
    - Ankylosaurinae alcsalád
      - Ankylosaurus
      - Euoplocephalus
      - Nodocephalosaurus
      - Pinacosaurus
      - Saichania
      - Shanxia
      - Talarurus
      - Tarchia
      - Tianzhenosaurus
      - Tsagantegia

    - Polacanthinae alcsalád
      - Gargoyleosaurus
      - Gastonia
      - Hoplitosaurus
      - Hylaeosaurus
      - Mymoorapelta
      - Polacanthus

## Fordítás
Ez a szócikk részben vagy egészben az Ankylosauridae című angol Wikipédia-szócikk ezen változatának fordításán alapul.  Az eredeti cikk szerkesztőit annak laptörténete sorolja fel. Ez a jelzés csupán a megfogalmazás eredetét és a szerzői jogokat jelzi, nem szolgál a cikkben szereplő információk forrásmegjelöléseként.